# Succinyl-CoA:acétate CoA-transférase
La succinyl-CoA:acétate CoA-transférase est une transférase qui catalyse la réaction :
succinyl-CoA + acétate  {\displaystyle \rightleftharpoons }  acétyl-CoA + succinate.
Chez les bactéries qui produisent de l'acide acétique, cette enzyme catalyse la conversion de l'acétate en acétyl-CoA,. Dans les hydrogénosomes des Trichomonada (en), elle catalyse la production d'acétate.